# De Isaac et anima
De Isaac et anima, noto anche come De Isaac vel anima (Su Isacco o sull'anima), è un'opera di Ambrogio di Milano, dottore della Chiesa, scritta intorno al 391; appartiene al gruppo delle opere oratorie ed esegetiche ambrosiane.
L'opera è un commento allegorico al matrimonio tra Isacco e Rebecca (narrato nel primo libro della Bibbia, la Genesi), paragonato al matrimonio tra Cristo e l'anima, la sposa del Cantico dei cantici.